# Неёлов, Павел Евгеньевич
Павел Евгеньевич Неелов (1815—1876) — генерал-лейтенант, участник Кавказской и Крымской войн.

## Биография
Павел Неелов родился в 1815 году. По окончании курса в Московском кадетском корпусе Неелов был в 1835 г. выпущен прапорщиком в лейб-гвардии Волынский полк, в котором продолжал службу до получения чина полковника.
Произведённый в 1848 году в полковники, Павел Евгеньевич Неелов принимал в 1849 году участие в Венгерской кампании, а в 1851 году был назначен командиром Белевского егерского полка, которым командовал до 1853 года.
С 1851 по 1858 год Неелов находился на Кавказе, где принимал участие в действиях против горцев и турок. При осаде Карса Неелов заразился тифом и был отвезён больным в Александрополь.
По выздоровлении, в 1856 году он был произведён в генерал-майоры с назначением командиром 2-й бригады 18-й пехотной дивизии, а в 1858 году был назначен помощником начальника 14-й пехотной дивизии; с 1859 по 1864 г. окружным генералом 7-го округа отдельного корпуса внутренней стражи; произведённый в генерал-лейтенанты, Неелов был назначен начальником местных войск Харьковского военного округа и оставался в этой должности до смерти.
Павел Евгеньевич Неелов умер 15 марта 1876 года в городе Харькове.